# Forze di polizia della Bosnia ed Erzegovina
Le forze di polizia della Bosnia ed Erzegovina riflettono la struttura fortemente decentrata del Paese: a livello centrale i corpi di polizia, la cui istituzione venne favorita dalla Missione Europea di Polizia in Bosnia ed Erzegovina, dipendono dal ministero della sicurezza e sono l'Agenzia statale d'investigazione e protezione e la polizia di frontiera.
Alle entità che costituiscono il Paese rimangono la maggioranza delle competenze di polizia: nella Federazione di Bosnia ed Erzegovina esse sono divise tra il ministero degli interni federale e i vari ministeri degli interni cantonali, mentre nella Repubblica Srpska vi è una singola forza di polizia a livello regionale, dipendente dal ministero degli interni di Banja Luka.
Anche il distretto di Brčko ha una propria forza di polizia.